# Le Donjon (Antarktika)
Le Donjon (französisch für Der Kerker) ist eine Insel im Géologie-Archipel vor der Küste des ostantarktischen Adélielands.
Französische Wissenschaftler benannten sie 1977 deskriptiv.